# الكبير أوي 3 (مسلسل)
الكبير أوي مسلسل تليفزيوني مصري كوميدي، من بطولة أحمد مكي ودنيا سمير غانم وهشام إسماعيل ومحمد شاهين ومن إخراج إسلام خيرى وأحمد الجندي وهشام فتحي.

## قصه المسلسل
تدور أحداث الجزء الثالث من المسلسل حول منافسة ثلاثة أشقاء (الكبير وجوني وحزلئوم) يتصارعون على ميراث والدهم. يتناول الجزء هذا الجزء من المسلسل ردود أفعال (الكبير) بعد ظهور أخ جديد له يدعى (حزلئوم)، ويكون ظهور (حزلئوم) هو بداية صراع تنافسي كبير في إطار كوميدي بين الأشقاء الثلاث (الكبير، طوني، حزلئوم) على إرث والدهم بعد وفاته، ومحاولة كل منهم السيطرة وأن يكون صاحب الكلمة الأولى والأخيرة للفوز بالعمودية.

## بطولة
- أحمد مكي
- دنيا سمير غانم
- هشام إسماعيل
- سعيد طرابيك
- محمد سلام
- بيومي فؤاد

## حلقات المسلسل
| رقم الجزء | رقم الحلقة | مدة العرض بالدقائق | عنوان الحلقة | نبذة عن القصة |
| --------- | ---------- | ------------------ | ------------ | --- |
| 1         | 1          | 45                 | حلقة 1       | ينزل الكبير ليتحدث مع هدية زوجته وتأتيه مكالمة علي الموبايل تخبره أن البهائم سُرقت، فيذهب ليجد فزاع يلعب ويخبره أن السبب في ذلك هو شقيقه حزلئوم الذي طلب من الحراس ترك الحراسة والانصراف.                                                                                   |
| 1         | 2          | 45                 | حلقة 2       | تحاصر سيارات الشرطة منزل لص البهائم، وبعد تبادل إطلاق الرصاص، يخرج اللصوص ومعهم حزلئوم كرهينة وبعدما تأكد الكبير أوي أنه قد تخلص من حزلئوم وتركه رهينة لهم، يفاجأ بوجوده في المنزل، وفي نفس الوقت جوني رجع وحدثهم عن ذكريات فيلم تايتانيك 2. 236                           |
| 1         | 3          | 45                 | حلقة 3       | يأتي هجرس ويفرح لرجوع جوني وينزل معه المزرايطة لمقابلة أهل البلد وعندما يتوجه لركوب الموتوسيكل الخاص به، يفاجأ بأنه لا يعمل، ويتركه لحزلئوم حتى يصلحه، فينزع عنه الفرامل، وعندما يركبه جوني تقع له حادثة يحاول بعدها حزلئوم الاعتذار عما تسبب فيه. 242                     |
| 1         | 4          | 45                 | حلقة 4       | بدون قصد يكسر حزلئوم الآنية الخاصة بجوني الموجود بداخلها رماد معلمه، فيغضب جدًا ويتفق مع الكبير على خطة ليتخلصوا من حزلئوم فيخبروه أنه عليه ثأر ويجب أن يذهب إلى القاهرة ليهرب من هذا الشخص. 188                                                                            |
| 1         | 5          | 45                 | حلقة 5       | يرجع حزلئوم إلى منزله ويخبر الكبير أنه قتل سعيد زلطة فيأخذه الكبير في سيارة، ويضعه داخل الصندوق وبعد أن يتحرك بالسيارة ويكون في منتصف الطريق، يتضح أن حزلئوم نزل من السيارة، ليدخل الحمام فتتصل به هدية لتخبره فتصطدم به سيارة. 223                                        |
| 1         | 6          | 45                 | حلقة 6       | يأتي فزاع ليخبر الكبير أن هناك أوتوبيس سياحي تعطل أمام منزله ويأتي السائق ليخبره بذلك فيوافق الكبير على استضافتهم ويكتشف أنهم كلهم سيدات، عندما يراهم جوني يأخذ فزاع وهجرس ويدعوا السائق إلى الطعام حتى يبتعد عن الأوتوبيس وبعدها يفككوا الأوتوبيس ليعطلوهم عن الرحيل. 262 |
| 1         | 7          | 45                 | حلقة 7       | تستيقظ هدية على مكالمة تخبرها أن والد جدها توفى فتسافر للعزاء وتأتي بخالتها غوايش لترعى الأطفال، وأثناء ذلك يغمى عليها، فيذهب فزاع ليحضر الدكتور وعندما يأتي يجدها بصحة جيدة وتقوم بأعمال المنزل، على الجانب الأخر يدرب جوني رجال المزاريطة على تمرينات اليوجا. 255        |
| 1         | 8          | 45                 | حلقة 8       | تنادي النداهة على أحد رجال المزاريطة، ويسأل جوني عنها فتحكي له هدية بعض الحكايات، ولكنه لا يصدق ويصمم أن يذهب في الليل ويقضي ليلة بجوار الترعة فيذهب معه هجرس ثم يلبس جوني وجه مخيف فيخاف هجرس ويتركه ويجري إلى منزل الكبير ويخبر هدية فيعتقدوا أن النداهة نادته. 257      |
| 1         | 9          | 45                 | حلقة 9       | يدخل مجموعة من المصورين والمخرجين على الكبير ويطلبوا منه أن يقوم بدور رجل صعيدي في فيلم عن مجموعة من تجار المخدرات، وأثناء ذلك يحمل الكبير هذه الصناديق ويتعثر، فيقع منه الصندوق ويظهر حقيقة أن به مخدرات. 202                                                             |
| 1         | 10         | 45                 | حلقة 10      | يتحدث الكيبر مع أحد رجال الأعمال صاحب أكبر مصنع لتصنيع العصير ويريد أن يكون أول إنتاجه عصير القصب، فيدعوه الكبير لقضاء يومين في منزله حتى يري بنفسه محصول القصب. 160 |
| 1         | 11         | 45                 | حلقة 11      | يذهب هجرس إلى جوني ليطلب منه أن يترجم رسالة من بنت أجنبية أرسلت له طلب صداقة له اسمها ناتاشا، وتخبره أنها معجبة به وأنها ستأتي إلى المزاريطة لتراه، ويعتقد جوني أنها ستكون عجوزة أو قبيحة، لكنها جميلة جدًا. 204                                                            |
| 1         | 12         | 45                 | حلقة 12      | يأتي مجموعة من أصدقاء جوني من أمريكا ويهددونه بأنه اشترى منهم منزل في أمريكا بمائة ألف دولار ثم رده إليهم وأخذ المال مرة أخرى ثم هُدم المنزل، فأتوا إليه ليأخذوا منه الأموال. 173                                                                                           |
| 1         | 13         | 45                 | حلقة 13      | يركب الكبير القطار لشراء جرارين من مصر ويتعرف في القطار على سلطان ويعطيه إسبرين للصداع وبعدها ينزل سلطان ويكتشف الكبير أن سلطان نسى شنطته فيأخذ عدد 2 اسبرين من شنطته واثنين في الطريق واثنين على السلم وبعدها بيوم، يجد نفسه في حمام حريمي داخل مطعم. 246                 |
| 1         | 14         | 45                 | حلقة 14      | يتم القبض على الكبير لاقتحامه كمين أكثر من مرة، ويكلم هدية في التليفون لتحضر له المحامي إلى القسم، فيخبره أن ليلة أمس أخرجه أيضًا من القسم وهو في غير وعيه بعد أن ضرب سائق تاكسي وكسر سيارته. 189                                                                           |
| 1         | 15         | 45                 | حلقة 15      | يختفي جوني فيتم إبلاغ المركز، ويأتي مخبر لإجراء تحقيقات ويستجوب كل فرد، وأولهم هجرس لأنه أول شخص وجد فردة حذاءه، ثم بدأ باستجواب هدية ويتهمهم بقتله لأنه غضب عليهم وشرح لهم كيف تمت الجريمة، ثم يستجوب الكيبر ويخبره أنه رأى جوني وتمت محادثة بينهما بخصوص الأموال. 261    |
| 1         | 16         | 45                 | حلقة 16      | تصاب هدية بالاكتئاب لأن الكبير نسى مناسبة مهمة يوم 1-4، وهو اليوم الذي أخبرها فيه الكبير أنه يحبها، وتخبر جوني بقصة الحب بينهما وكيف عرفوا بعضهم بعد أن كاد أن يخبطها بسيارته، وكيف أعجب بها وارتبط بها وحارب ابن عمها ليتزوجها. 224                                       |
| 1         | 17         | 45                 | حلقة #17     | تتعطل سيارة الكبير في الطريق، ويقابل شاب يرفض مساعدته ويقذفه في الترعة ويجري بسيارته، وعندما يذهب الكبير إلى المزاريطة، يجد سيارة هذا الشاب، فيكسر سيارته ويضربه وتصبح جنحة لأن حالته خطيرة فيخبره المحامي أن الحل الوحيد أن يتظاهر بأنه مجنون. 239                        |
| 1         | 18         | 45                 | حلقة #18     | يرفض الدكتور أن يمضي على إذن خروج الكبير إلا بعد أن يتم شفاءه ويبقى في المستشفى ويأتي المحامي ويخبره أنه من المتوقع أن يمكث في المستشفى تقريبًا عدة سنوات فيضربه الكبير وتحضر لهم فكرة الهروب. 190                                                                          |
| 1         | 19         | 45                 | حلقة #19     | تظهر بثور في وجه الكبير، وعندما يذهب إلى الطبيب، يطلب منه بعض التحاليل، وبعد عرضها عليه يخبره أنه مريض بمرض نادر ولن يعيش إلا لمدة شهر فقط. 139 |
| 1         | 20         | 45                 | حلقة #20     | تطلب هدية من الكبير أن يأتي لها بخادمة تساعدها في المنزل، يرفض في البداية ولكنه يقبل في النهاية، وتأتي أكثر من واحدة: الأولى لصة والثانية كثيرة النوم والثالثة كئيبة جدًا فيضطروا أن يلجاوا إلى المخدماتي. 202                                                              |
| 1         | 21         | 45                 | حلقة #21     | تستمر رحلة البحث عن خادمة مناسبة، فيحضر سعيد المخدماتي خادمة أجنبية، فلا يعجب بها الكبير ويخاف منها لأنها دائمًا تنظر له بطريقة غريبة، فيحلم أنه حاول قتلها ليتخلص منها، يجد فكرة للتخلص منها، فيحاول أن يجعل هدية تعتقد أن بينهما شيء فتطردها من المنزل. 249               |
| 1         | 22         | 45                 | حلقة #22     | يعود الكبير إلى سن الطفولة، فيبدأ في شراء لعب أطفال له ويلعبعب الكرة في الشارع مع الأطفال، وتبدأ هدية في الشك فيه على اعتقاد أنه متزوج من غيرها بعد رؤيتها لعدد من لعب الأطفال مختبئة تحت السرير، ولكنها تكتشف هذا المرض هى وجوني من دكتور القرية. 241                     |
| 1         | 23         | 45                 | حلقة #23     | يتسمم عدد كيبر من الأطفال في مدرسة، ويتم تصويرهم وحولهم الإهمال من كل ناحية، ويتناول برنامج باسم يوسف هذا الموضوع بسخرية، فيخطف بعدها الكبير باسم يوسف ويذهب به إلى المزاريطة، يطلب الكبير من باسم يوسف أن يصور المزاريطة بعد عمل تعديلات بها حتى تظهر بالشكل اللائق. 261  |
| 1         | 24         | 45                 | حلقة #24     | يذهب الكبير إلى دكتور المزاريطة لمساعدته في عمل شيء لإنبات شعر رأسه فيعطيه كريم للمساعدة على عملية زرع الشعر، يعود الكبير إلى منزله، وتأتيه مكالمة غريبة من شخص يغير صوته ويطلب منه ويبتزه للقيام ببعض الأعمال مثل تسليم شنطة لأشخاص وإحضار شنطة أخرى. 246                 |
| 1         | 25         | 45                 | حلقة #25     | يعلم جوني أن هدية لديها موهبة في الغناء وتتمنى أن تشترك في برنامج المواهب (آراب جوت تالنت) ويشجعها ويصور لها كليب بدون علم الكبير ويرسله إلى البرنامج وتنجح، وعندما يأتوا للتصوير معها يعرف الكبير ويطردهم. 203                                                            |
| 1         | 26         | 45                 | حلقة #26     | يتقدم فزاع وكثير من أهالي المزاريطة في برنامج (المزاريطة عندها تالنت) ويذهب الكبير ملثمًا حتى لا يعرفه جوني ويقدم في البرنامج، يذهب الكبير إلى مركز الثقافة للمزاريطة للاتفاق مع أحد المدربين لعمل رقصة للكبير، ويبدأ الكبير في عمل تدريبات كثيرة. 243                      |
| 1         | 27         | 45                 | حلقة #27     | تبدأ أولى حلقات برنامج (المزاريطة عندها تالنت) بوجود لجنة التحكيم من جوني ورزان مغربي وعماد بعرور، ويتولى هجرس تقديم البرنامج، تظهر مواهب كثيرة، منها أشرف وفزاع وكثير من أهل المزاريطة. 184                                                                               |
| 1         | 28         | 45                 | حلقة #28     | تستمر المنافسة في برنامج (المزاريطة عندها تالنت) ويقدم المتسابقين عروض أخرى ويدبر الكبير مقلبًا في فزاع حتى لا يستطيع الغناء، في النهاية يتم الإعلان عن الفائز وهو أشرف. 167                                                                                                |
| 1         | 29         | 45                 | حلقة #29     | ترجع والدة الكبير من أمريكا، وتفاجئهم أنها سوف تتزوج وتكون المفاجأة الكبيرة أن العريس هو فزاع، يرفض الكبير بشدة ولكن أمام إصرار والدته لا يستطيع أن يفعل شيء فيحاول تقطيع فستان الفرح وبدلة العريس. 195                                                                    |
| 1         | 30         | 45                 | حلقة #30     | يأتي محامي الكبير إليه ليخبره أن القضية المرفوعة من الضرائب على والده قد كسبتها الضرائب، وسوف يتم بيع المنزل والأراضي في المزاد العلني فيبدأوا جميعًا في جمع المال لتجميع مبلغ الضرائب. 183                                                                                 |